# Abary (Fluss)
Der Abary (Abary River) ist ein Fluss im Norden von Guyana. Er mündet im zwischen Mahaicony und Belladrum in den Atlantik.

## Geographie
Der Abary ist einer der kleineren Flüsse in Guyana. Er entsteht aus zahlreichen Quellflüssen im Süden der Region Upper Demerara-Berbice. Über weite Strecken tritt er nahe an den Fluss Berbice heran. Bereits im Oberlauf wurde in den 1970er Jahren der Staudamm Mahaica-Mahaicony-Abary (MMA) angelegt, in dessen Fluten eine bedeutende Siedlung der Arawak untergegangen ist. Weitere Siedlungen der „Amerindians“ befinden sich bei Tiger Island, Taurakuli und Doctor Ho Landing.
Mahaica und Mahaicony sind weitere nahe gelegene Flüsse (Zuflüsse?). Der Fluss mündet in der Region Mahaica-Berbice beim Ort Abary in den Atlantik.

## Geschichte
1672 legten der Commander of Essequibo und der Secretary of the Government of Berbice fest, dass die westliche Grenze der Colony of Berbice durch den Abary River bestimmt werden solle.